# Махамудра
Махамудра (санскр. महमुद्रा, букв. «Великий Символ» или «Великая Печать», «Чаг Чен» — тиб.) — высшее духовное учение школ сарма тибетского буддизма, которое заключается в непосредственном пребывании практикующего в состоянии истинной природы ума. Само это состояние также называется махамудра.
В классификации путей Буддизма (в рамках Махаяны) не относится к Хинаяне, Махаяне и Ваджраяне, но может практиковаться в контексте Махаяны и Ваджраяны (так называемая Сутра-Махамудра и Тантра-Махамудра). В противоположность постепенному пути сутр, который принимает «Путь в качестве пути», является непостепенным путём, принимающим «Плод в качестве пути». Подразделяется на Махамудра-основу, Махамудра-путь и Махамудра-плод.
Махамудра-основа, описывающая абсолютную истину как единство (недвойственность) природы ума — «ясности» (способности воспринимать) и сути ума — «пустотности», а также состояние заблуждения существ, существующего вследствие двойственного восприятия, при котором изначально пустая (то есть не обладающая никакими признаками самобытия) природа ума воспринимается как «личность», «Я», «эго» и т. п., в то время как ясность ума предстаёт в виде «внешних» по отношению к такой «личности» объектов. Такое ощущение отдельной, независимой и постоянной личности на тайном уровне, ведёт к трём основным видам реакции на «внешние» объекты: привязанности к желаемым объектам, гневу или отвращению к нежелаемым и безразличию ко всем остальным, что на внутреннем уровне проявляется в виде трёх основных негативных эмоций — желания, гнева и неведения (в целом буддизм говорит о 84 000 их (эмоций) различных комбинаций). Под влиянием этих эмоций на внешнем уровне индивид совершает различные действия, приносящее определённые результаты, в частности, в виде «привычных тенденций» — самых тонких ментальных факторов. Они определяют как способ нашего будущего ложного дуалистического восприятия, так и последующие виды взаимоотношений с «внешними» вещами — реакции и действия, которые опять-таки засевают в ум определённые впечатления, формирующие привычные тенденции. Таким образом, создается непрекращающийся цикл обусловленного существования — сансара, корнем которого, как и появляющегося в итоге страдания, является изначальное неведение — дуалистическое восприятие мира, основанное на ложном ощущении отдельности, независимости и постоянства личности (в действительности не являющейся ни отдельной, ни независимой, ни постоянной), а самым быстрым и прямым путём к его прекращению есть непосредственное пребывание в сути ума — нераздельности восприятия и пустоты, которое достигается благодаря следованию Махамудре-пути.
Махамудра-путь излагается в виде "Четырёх йог":
1. йога однонаправленности санскр. экагра (или успокоения ума, тиб. — шине, санскр. — шаматха).
2. йога простоты санскр. ниспрапанча (или проникающего видения, тиб. — лхагтонг, санскр. — випашьяна).
3. йога одного вкуса (санскр. самараса).
4. йога немедитации (санскр. абхавана).

Суть первой йоги заключается в однонаправленной концентрации внимания на определённом объекте с целью предотвращения блужданий ума, вызываемых отвлечением на внешние объекты, эмоции и мысли. Таким образом, однонаправленность является методом, а успокоение ума — результатом данной практики.
Достигнув неотвлекаемого внимания, практикующий может переходить к исследованию природы собственного сознания посредством проникающего (в природу ума) видения, что является предметом йоги простоты. Здесь достигается непосредственное переживание неразделимости осознавания и пустоты и полностью устраняется цепляние за иллюзию личности, что приводит к Освобождению — достижению состояния за пределами страданий.
Следующим шагом является глубинное исследование природы внешнего мира и видение того, что, как и в случае с нашей иллюзорной личностью, истинной природой внешних объектов является пустое восприятие. Постижение того факта, что внешние объекты и ум являются неразделимыми, переживается как один вкус.
На четвёртой ступени устраняются последние привычные шаблоны ума, в том числе, связанные с медитацией. Исчезает даже намёк на различие между медитацией и состоянием после медитации. Обретается абсолютная устойчивость ума в недвойственном восприятии — Махамудра-плод или состояние Просветления.
Махамудра-плод (санскр. - пхала  / phala, букв. - "плод", "результат") — это реализация состояния будды, которое можно описать в контексте трёх состояний, четырёх активностей и пяти мудростей. Три состояния это: Дхармакайя — Состояние Истины — тождественно познанию пустоты и обретению абсолютного бесстрашия, Самбхогакайя — Состояние Радости (бхога - блаженство, санскр. кайя - тело (будды)) — соответствует познанию неотделимого от пустоты восприятия (сознания) и обретению высшей радости, и Нирманакая — Состояние Излучения — проявленные из великого сострадания с целью принесения пользы существам «внешние объекты», как, например, Будда Шакьямуни.
Четыре вида активности это: успокаивающая, обогащающая, воодушевляющая и защищающая.
Пять видов мудрости: зеркальная — результат устранения гнева, уравнивающая — результат устранения гордости и жадности, различающая — результат постижения истинной природы привязанности или желания, все-совершающая — результат преобразования ревности и зависти и всепроникающая — как результат очищения неведения.
«Песнь Махамудры», известная на тибетском языке как phyag chen gang gā ma, является текстом Махамудры, составленным основателем этой традиции сиддхой Тилопой и переданным им его ученику Наропе на берегу реки Ганг. Ещё один текст, содержащий поучения Махамудры, был составлен Третьим Кармапой Рангджунгом Дордже (1284—1339), который отразил глубокую мудрость Махамудры в небольших стихах. Пояснения и перевод Махамудры Третьего Кармапы можно найти в книге Оле Нидала «Махамудра». Существует также книга «Махамудра», рассеивающая тьму неведения" составленная Девятым Кармапой Вангчуком Дордже, так же о Махамудре можно прочитать в книге Гарчена Ринпоче «Махамудра Джигтен Сумгона».
Буддологи (в том числе буддологи, практикующие буддизм) часто сравнивают Махамудру с буддийским учением дзен (чань), находя в их подходах много общего.